# Joe Francis (réalisateur)
Pour les articles homonymes, voir Joe Francis et Francis.
Joe Francis (état-civil inconnu) est un directeur de production et un réalisateur français de l'entre-deux-guerres.

## Biographie
En dehors des films qu'il a produit ou réalisé, on ne sait pratiquement rien sur Joe Francis sinon qu'il était un collaborateur d'Alex Nalpas au sein de sa société de production Les Films Alex Nalpas à Paris dont il était également un administrateur. 
On sait également qu'il était domicilié au 2, villa Montcalm et au 26, rue Caulaincourt dans le 18e arrondissement de Paris au milieu des années 1930,.

## Filmographie
comme réalisateur
- 1923 : Esterella, drame sentimental en 5 parties
- 1927 : La Revue des revues (coréalisateur : Alex Nalpas)
- 1927 : La Folie du jour
- 1929 : Paris qui s'amuse
- 1929 : Quand minuit sonne, sur un scénario du comte de la Camara
- 1930 : Autour d'un bar, film à sketchs interprété par Stephen Weber
- 1930 : La Boîte à musique, sketchs d'anciennes chansons françaises interprétées par Aimé Simon-Girard (coréalisateur : Jean-Louis Bouquet)
- 1930 : Le Tampon du capiston (coréalisateur : Jean Toulout)
- 1930 : Une grave erreur, court-métrage d'après une pièce d'Albert Willemetz
- 1931 : En bordée (coréalisateur : Henry Wulschleger)
- 1932 : Léon... tout court

comme directeur de production
- 1931 : L'Affaire Blaireau, d'Henry Wulschleger
- 1934 : Sidonie Panache, d'Henry Wulschleger
- 1936 : Un de la légion, de Christian-Jaque
- 1936 : L'Argent, de Pierre Billon

comme administrateur de production
- 1939 : Ils étaient neuf célibataires, de Sacha Guitry